# 1956年のテレビ (日本)
1956年のテレビ（1956ねんのテレビ）では、1956年（昭和31年）の日本におけるテレビジョン放送全般の動向についてまとめる。

## 主なできごと
NHKが4地域で、民放が大阪と愛知で初の開局。
- NHKは3月22日に仙台と広島で、4月1日には福岡で、そして12月22日には札幌でテレビ局が開局・本放送を開始。
- 民放では12月1日に、大阪に大阪テレビ放送（OTV、後の朝日放送テレビ）が、愛知に中部日本放送のテレビ局（後のCBCテレビ）が共に開局・本放送を開始。後者は民放のテレビ・ラジオ兼営局としては当時のラジオ東京（KR、後の東京放送（TBS）、後のTBSホールディングス）に次ぐ2社目となる。

日本テレビが日本初の早朝放送を開始。
8月19日午前6時30分から開始。その際、自社のテレビ画面に初めて時分テロップ表示を入れる。
日本の映画会社5社の「五社協定」が、テレビへの劇映画提供打ち切り等にも及ぶ。
同協定を締結している邦画5社（東映、東宝、松竹、大映、新東宝）がテレビの影響力を恐れ、10月1日、テレビへの劇映画提供を打ち切ると同時に、各社専属俳優のテレビ出演を制限。このため、テレビ各局は アメリカ合衆国のテレビ映画を購入する方向へと向かうこととなる。
テレビ番組
- 12月2日、KRテレビ（後のTBSテレビ）にて、日曜夜の単発ドラマ枠『東芝日曜劇場』放送開始。その後連続ドラマ枠『日曜劇場』となり、2025年6月現在も継続中。
- 12月31日、民間放送局が系列の枠を超えて合同で放送する、精工舎（後のセイコーホールディングス）一社提供の大晦日特番『ゆく年くる年』が放送開始。初回はKRテレビが制作し、日本テレビ・OTV・CBCの民放4局ネットで開始。以後毎年の恒例となって、1971年度からは民放全局が同時ネットとなり、1988年度まで続いた（番組の項目も参照）。
- NHKがイタリア歌劇団（第1次）を初招へい。9～10月にかけて公演の模様を中継放送（詳細は下記を参照）。以後同歌劇団は、1976年の第8次公演まで随時行われた（同歌劇団の項目を参照）。

技術
- NHK放送技術研究所が、NTSC方式によるカラーテレビ放送の一般公開を実施。10月初旬には初めてスタジオカラーカメラを使ったカラー生番組の伝送公開を行ったり、12月20日には同方式でのUHFカラーテレビ実験局を開局。翌年12月28日には日本テレビと共に、通常のVHFテレビ放送を使っての同実験局が開局する。
- 北海道放送にて、テレビ局開局の前に、有線によるテレビ放送を実施。

その他
3月3日、東京・愛宕山の旧東京放送局跡地に、恒久施設「NHK放送博物館」が開館。

## できごと
1月
- 1日 - ラジオ東京テレビ（KRテレビ、後のTBSテレビ）、皇居参賀の鳩山一郎首相（当時）以下閣僚の年頭挨拶を独占放送[1]。以後恒例番組となる。[2]
- 12日 - NHK、この日の大相撲初場所の初日実況放送から、ポラロイド写真の使用を開始。[2]
- 20日 - 民放連が「テレビ懇談会」を設置。テレビチャンネルプランへの各社の対応策を協議。[2][3]
- 25日 - 電気通信学会が、北海道放送のテレビ実験局を利用し、マイクロ波雪上伝播試験を実施。[2]

2月
- 17日 - 郵政省、「テレビジョン放送用周波数の割当計画基本方針」を決定、6チャンネル制によりテレビの全国普及を目指す（当時VHF1、2チャンネルは米軍専用）。[2][3]
- 月内 - 日本テレビがニュースフィルム専用現像所を完成。[2]

3月
- 1日 - 日本テレビが株式の店頭売買を開始。[2][3]

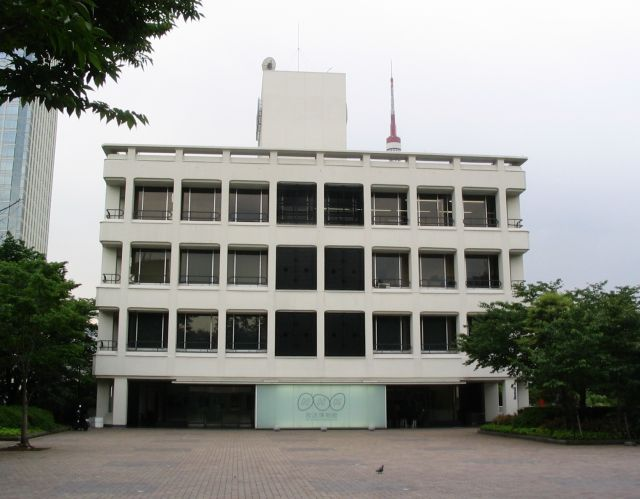
NHK放送博物館開館（東京・愛宕山、2005年撮影）

- 3日 - 東京港区芝愛宕の愛宕山に、NHK放送博物館が会館。[2]
- 17日 - 電電公社、大阪 - 広島 - 福岡間のテレビマイクロ波回線が完成。[2][3]
- 22日
  - NHK仙台放送局（呼出符号：JOHK-TV 出力 映像:5kW）とNHK広島放送局（呼出符号：JOFK-TV 出力 映像:5kW）でテレビ局が開局。翌23日に両局を結んだ特別番組『テレビ1000キロ』を実況中継放送。[2]
  - NHK放送技術研究所、NTSC 方式カラーテレビを初めて受信公開（技術研究所から東京放送会館へ、カラースライド映像をマイクロ波中継）。[2]

4月
- 1日 - NHK福岡放送局でテレビ局が開局（呼出符号：JOLK-TV 出力 映像:500W）。[2]
- 2日 - いずれもKRテレビ。
  - 世界卓球選手権東京大会を独占中継。[4]
  - ドラマ『てんてん娘』放送開始（ - 1957年6月24日。出演:宮城まり子 ほか) 。[2]
- 6日 - NHK、『やさしい原子力』放送開始（ - 9月13日、全11回。出演:崎川範行）。[2]
- 8日 - 日本テレビ、米のテレビアニメで、初めて日本語吹き替えにアフレコ方式を採用した番組『テレビ坊やの冒険』放送開始（ - 7月1日）。[3][5][6]
- 10日 - NHK、数学者でサイバネティックスの提唱者として知られている、米マサチューセッツ工科大学のノーバート・ウィーナー教授を同月6日に日本に招へい、4日後のこの日に教授夫妻を招いて特別番組『ウィーナー博士とサイバネティックス』を放送[7]。尚、同教授はその後、同月17日から翌月17日までに全国8都市で講演会を行った。[2]
- 11日 - 日本テレビ、バラエティ演芸番組『お昼の演芸』が放送開始。この番組で、由利徹・八波むと志・南利明の3人による「脱線トリオ」が登場、この番組で一躍人気者となる。[2]
- 14日 - NHK、連続人形劇『チロリン村とくるみの木』放送開始（ - 1964年4月3日、全812回。作:恒松恭助、人形:劇団やまいも、声の出演:黒柳徹子 ほか）。[2]

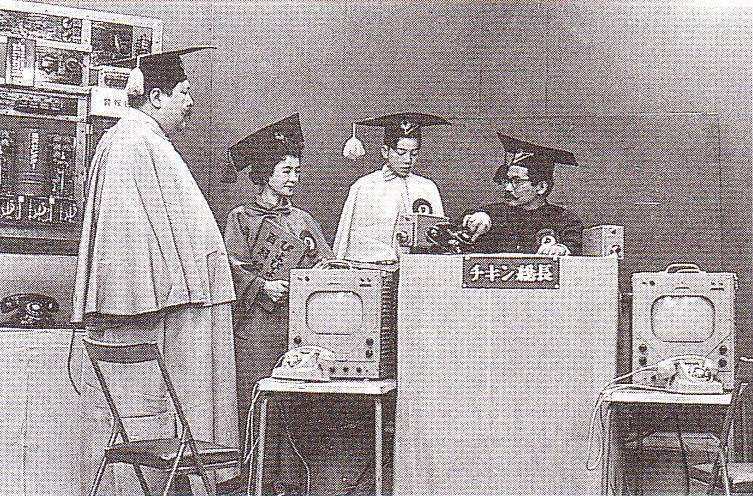
『テレビぴよぴよ大学』（KRテレビ）

- 26日 - KRテレビ、自社のラジオ番組『ぴよぴよ大学』がテレビと同時生放送となり、『テレビぴよぴよ大学』として放送開始（ - 1960年3月25日）。
- 28日 - KRテレビ、米テレビ映画『カウボーイGメン（原題:Cowboy G-Men）』放送開始。日本で放送された最初の外国テレビ映画となる。[2]
- 月内 - NHK、全国120の幼稚園・小学校・中学校に、テレビ学校放送番組の研究を委嘱。[2]

5月
- 2日 - NHK、翌日の憲法記念日を前に、特別番組『主婦のための憲法教室 - 憲法と婦人の地位』（出演:田中耕太郎・中川善之助・坂西志保）を最高裁判所講堂から中継放送。[2][8]
- 3日 - NHK、『第1回世界柔道選手権大会』を、蔵前国技館から実況中継放送。[2][9]
- 18日 - NHK放送技術研究所が、3本のビジコン撮像管を使ったスタジオカラーカメラによる、カラーテレビのスタジオ撮像を初めて公開（NTSC方式）。[2]
- 19日 - NHK、国際演劇月初参加作品で、ノルウェーの劇作家、ヘンリック・イプセン原作による90分ドラマ『人形の家』を放送（脚本:田中澄江、出演 :乙羽信子・伊豆肇 ほか）。[2][10]
- 20日～6月3日 - NHK、この時期開催の「大相撲夏場所」（於:蔵前国技館）の実況放送に於いて、コマ撮り録画による、取り口分解写真を放送。[2]
- 30日 - NHK、京劇『三岔口』と『貴妃酔酒』を歌舞伎座から中継（出演:梅蘭芳 ほか）。[2][11]

6月
- 1日 - 日本テレビ、一昨日のNHKに続き、歌舞伎座から京劇公演を中継。[2]
- 4日 - NHK、テレビ番組改定。番組内容の充実をはかり、定時放送時間が5 時間40分となる。[2]
- 14日 - 民放連が「日本民間放送連盟放送基準」改正（取扱い要領を吸収）、翌7月に施行。[2][12]
- 23日 - 日本テレビ、トーク番組『雨・風・曇』放送開始。1959年11月からは番組名が『春夏秋冬』に変更され、1982年3月28日まで続く長寿番組となった。[2][12]

7月
- 1日 - NHK、米CBS制作のテレビ映画 『口笛を吹く男』放送開始（ - 1957年4月30日 全39回）。[2][13]
- 3日 - NHK、同月8日に投票が行われる第4回参議院議員通常選挙のキャンペーン放送をテレビで初めて実施。[2]
- 6日 - 民放連、テレビチャンネルプランに対する要望書を郵政大臣に提出。[2]
- 8～10日 - NHK及び民放、第4回参議院議員通常選挙の開票速報を行う。NHKでは全国区を自治庁発表の得票数により、地方区は自主取材で速報を伝える。[2]
- 17日 - NHK、同月9日にNHKが招へいして来日した、視聴覚教育の権威である米オハイオ州立大学のエドガー・デール教授を招き、特別番組『エドガー・デール博士と視聴覚教育』を放送[14]。同教授は来日中に放送教育研究会全国連盟と共催し、同月19日から翌々月（9月）13日まで全国8都市で講演会を行った。[2]
- 23日 - 日本テレビ、自社の第4スタジオが完成。翌日まで同スタジオ完成記念番組として、豪華ショー『唄う超特急』と舞台劇『大尉の娘』を放送。[12]

8月
- 12日 - NHK、戸田漕艇場（戸田コース）から放送の『第34回全日本競漕選手権大会実況 - 京大対慶大』[15]にて、携帯カメラ（NHK技研製 ウオーキールッキー）を自動車上に据え付け、移動撮像を実施。[2]
- 19日 - 日本テレビがこの日の午前6時30分から、日本初のテレビ早朝放送を開始。その際、自社のテレビ画面に初めて時分テロップ表示を入れる。[2][12]

9月
- 8日 - NHK、東京神宮プールからの『第32回日本学生選手権水上競技大会実況』[16]の放送にて、初めて計時用時計を画面に使用。[2]
- 29日 - NHK、イタリア歌劇団（第1次）を初招へい。この日の同歌劇団初公演である、ヴェルディ作曲 歌劇「アイーダ」全曲を、東京宝塚劇場から中継放送。その後、翌10月3日にはW.A.モーツァルト作曲 歌劇「フィガロの結婚」全曲を東京産経ホールから、同月7日には同ホールからプッチーニ作曲 歌劇「トスカ」全曲が、同月11日には同ホールからヴェルディ作曲 歌劇「ファルスタッフ」より第2・3幕が、同月19日にはヴェルディ作曲 「レクイエム」が日比谷公会堂からそれぞれ中継放送された。[2][17]

10月
- 1日
  - 邦画5社（松竹・東映・東宝・大映・新東宝）の「五社協定」に、テレビへの劇映画提供打ち切り及び専属俳優のテレビ出演を制限する項目が追加（2年後の1958年9月にはこの5社に加え日活も参加し、「六社協定」となる）[2]。これに伴い、テレビ各局は米のテレビ映画を購入する方向へと向かうこととなる。
  - 電電公社、東京 - 仙台 - 札幌間のテレビマイクロ波回線が開通。[2][18]
- 2～7日 - NHK、三越日本橋本店内の「第9回「新聞週間」の新聞展」会場で、NTSC方式のカラーテレビ受信を一般公開。 ここで、NHK放送技術研究所から初めてスタジオカラーカメラを使ったカラー生番組を伝送する。[2]
- 9日 - NHK、米テレビ映画『ハイウェイ・パトロール（Highway Patrol）』放送開始 ( -1960年7月2日、全148回）。[2][19]
- 13日 - KRテレビ、プロ野球 日本シリーズ第3戦「西鉄 対 巨人」の中継放送にて、民放テレビ初の福岡からの中継を、平和台球場（福岡県福岡市）から行う。[4]
- 16日 - 北海道放送、旭川にテレビ有線実験局を開設。[2]
- 19日 - NHK、日ソ交渉妥結（国交回復）を受け、特別番組『日ソ国交回復と今後の日本』を放送。[2][20]

11月
- 1日 - いずれもKRテレビ
  - 連続ドラマ『鞍馬天狗』放送開始（ - 1959年4月2日。出演:中村竹弥 ほか）。[2]
  - 米テレビ映画『スーパーマン』放送開始（ - 1960年4月28日。日本語吹替:大平透 ほか）。[2]
- 6日 - NHK、ラジオ第1放送の公開コメディー番組『お笑い三人組』が、テレビでの同時放送を開始（ - 1966年3月29日）。[2][21][22]
- 8日 - NHK、南極観測船「宗谷」の出港式を、東京港晴海埠頭から実況中継。[23]
- 9日 - NHK、ラジオ第1放送の公開音楽番組『花の星座』が、テレビでの同時放送を開始（テレビは1962年4月1日まで。その後は再びラジオのみとなり、1964年4月5日に番組終了）。[2]
- 10日 - NHK、第11回文部省芸術祭参加のドラマ『どたんば』放送（作:菊島隆三、出演:加東大介・三國連太郎 ほか）[24]。この年の芸術祭賞を受賞。俳優 三國連太郎のテレビドラマデビュー作であった。[2][25]
- 12日 - 日本テレビ、米ABC放映のテレビ映画『名犬リンチンチン（The Adventures of Rin Tin Tin）』放送開始（ - 1960年12月27日、全164回）。[2][26]
- 13日 - テレビ受信契約数が30万を突破する。[2]
- 15日 - KRテレビ、日本テレビ、そして翌月1日にテレビを開局する大阪テレビ放送と中部日本放送の4社で、「番組の交流に関する4社協定覚書」を締結する。[4]
- 22日～12月10日 - NHK、この日から翌月8日まで開催された「第16回オリンピック・メルボルン大会」の模様を、開催日以前から現地にて取材した、NHKとフリーマントル社撮影によるフィルムを空輸し、番組『オリンピック・ニュース』等で放送。[注 1][2]
- 26日 - 北海道放送、札幌でテレビ有線放送を実施。[2]

12月
- 1日

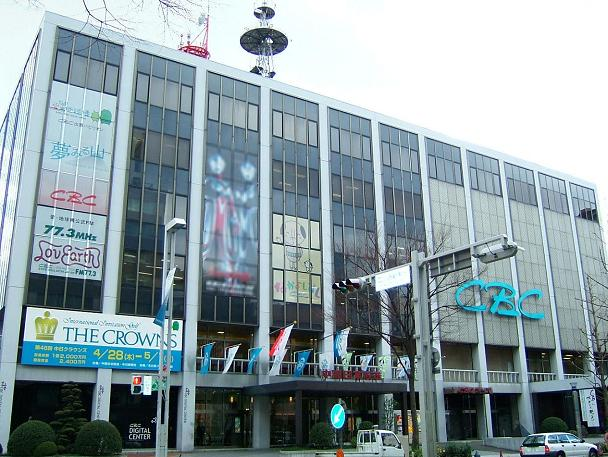
中部日本放送（CBC）テレビ放送開始(12月1日。写真は放送開始前日に完成したCBC会館(名古屋市新栄)、2005年撮影）

  - 関西地区初の民放テレビ局、大阪テレビ放送が開局（OTV、呼出符号：JOBX-TV。後の朝日放送テレビ[注 2]）。[2]
  - 中部日本放送が、東海地区初の民放テレビを開局（呼出符号：JOAR-TV 後のCBCテレビ[注 3]）[2]。これにより同社は、前年のラジオ東京（KR）に次いで、2社目のテレビ・ラジオ兼営局となる。
- 2日 - KRテレビ、日曜夜の単発ドラマ枠『東芝日曜劇場』放送開始（2025年現在は連続ドラマ枠『日曜劇場』として継続中）。第1回作品は『舞踊劇 戻橋』。[2][4][27]
- 18日 - 郵政省、「テレビジョン放送用周波数の割当計画基本方針」の修正案等を電波監理審議会に諮問。テレビのチャンネル数を6チャンネル制から11チャンネル制にすることや、NHKテレビの全国普及を第1とし、これに民放テレビの並立を策定するのが主な内容。[2]
- 20日 - NHK放送技術研究所が、日本初のUHFテレビ局であるNTSC方式のカラーテレビ東京実験局を開局（周波数:671Mc、出力 映像:80W）。[2]
- 22日 - NHK札幌放送局でテレビ局が開局（呼出符号：JOIK-TV 出力 映像:5kW）。[2]
- 31日 - 日本テレビ・KRテレビ・OTV・CBCの民放4局で、精工舎（後のセイコーホールディングス）一社提供の大晦日特番『ゆく年くる年』第1回放送（この年はKRテレビが制作）[2][4]。以後毎年の恒例となり、1988年度まで続いた。

## 開局・放送開始
- 3月22日 - NHK仙台、広島テレビジョン
- 4月1日 - NHK福岡テレビジョン
- 12月1日
  - 大阪テレビ放送（後の朝日放送テレビ）
  - 中部日本放送テレビ（後のCBCテレビ）
- 12月22日 - NHK札幌テレビジョン

## テレビ番組

### テレビドラマ
- お笑い三人組（NHK）[2]
- 名犬リンチンチン（日本テレビ） - 米ABC番組[2][26]
- 金語楼劇場 金語楼のおトラさん（KRテレビ）
- てんてん娘（KRテレビ）[2]
- わが輩ははなばな氏（KRテレビ）
- ナショナル ゴールデン・アワー（KRテレビ→TBS）
- 東芝日曜劇場（KRテレビ→TBS）[2][4][27]
- どたんば（NHK） - 11月10日放送、芸術祭賞受賞。[2]

### 特撮番組
- スーパーマン（KRテレビ） - 米番組[2]

### バラエティ番組
- 黄金の椅子（NHK）
- 危険信号（NHK）
- 花王ワンダフルクイズ（日本テレビ）[注 4]

### 音楽番組
- 歌の広場（NHK）
- 花の星座（NHK）
- 歌う千一夜（KRテレビ）[注 5]
- NHKイタリア歌劇団公演（第1次）（NHK）[2][17]
  - ヴェルディ作曲 歌劇「アイーダ」全曲 - 9月29日、東京宝塚劇場から中継。
  - W.A.モーツァルト作曲 歌劇「フィガロの結婚」全曲 - 10月3日、東京産経ホールから中継。
  - プッチーニ作曲 歌劇「トスカ」全曲 - 10月7日、東京産経ホールから中継。
  - ヴェルディ作曲 歌劇「ファルスタッフ」より第2・3幕 - 10月11日、東京産経ホールから中継。
  - ヴェルディ作曲 「レクイエム」- 10月19日、日比谷公会堂から中継。

### 報道・情報番組
- ゆく年くる年（民放各局）[2][4]

### 教養・ドキュメンタリー番組
- 連続人形劇 チロリン村とくるみの木（NHK）[2]
- 教養特集（NHK）
- テレビぴよぴよ大学（KRテレビ）

### トーク番組
- 雨・風・曇（日本テレビ）[注 6]
- この人を（日本テレビ）